# میناموتو نو یوشی‌شیگه
میناموتو نو یوشی‌شیگه، نیتا یوشی‌شیگه (به ژاپنی: 源 義重 Minamoto no Yoshishige); ۱ ژانویهٔ ۱۱۳۵ – ۸ فوریهٔ ۱۲۰۲) جد خاندان نیتا یک شاخه از خاندان میناموتو اهل ژاپن بود. چهارمین پسر او نیتا یوشی‌سوئه نام داشت و جد خاندان توکوگاوا بود.